# Josep Maria Soler i Coll
Josep Maria Soler i Coll (1893 - 1971) fou un enginyer agrònom, escalador i esquiador català.
Fill d'una família de propietaris rurals, cursà els seus estudis als jesuïtes del Col·legi Casp-Sagrat Cor de Jesús de Barcelona, compartint aula amb Josep Maria de Sagarra. Amant de la pràctica esportiva, s'aficionà a la boxa, al golf i al muntanyisme. Per aquesta raó, a l'inici, es feu soci del desconegut Centre Excursionista de Defensa Social. Posteriorment, i pel que li restà de vida, canvia d'entitat i es vinculà a la Secció d'Esports de Muntanya del Centre Excursionista de Catalunya. Durant la dècada de 1930 fou el president de la secció d'esquí de l'entitat. L'any 1916, amb els germans Ramir i Isidre Puig, va fer la primera ascensió estatal al Besiberri Nord. Dos anys després, el 1918, participà en la primera ascensió catalana al pic de Russell, el pic Margalida i l'Espatlla d'Aneto, tots tres cims situats al massís de la Maladeta, a la regió de la Ribagorça.
L'any 2015 l'escriptor Francesc Roma i Casanovas li publicà una biografia a Cossetània Edicions sota el títol Josep Maria Soler i Coll. Alpinista i agrònom (1893-1971).